# Casa Dattili (Pavia)
Casa Dattili è un palazzo di Pavia, in Lombardia.

## Storia
Nel 1782 il conte Giovanni Dattili di Voghera, ufficiale nell'esercito austriaco, ottenne, forse per meriti militari, la cittadinanza pavese e con essa un sedime posto vicino al castello, per realizzare un palazzo. I lavori iniziarono nel 1784, ma, a causa delle vicende politiche e personali del committente, andarono molto a rilento, tanto che il lato prospiciente il corso di Strada Nuova fu ultimato solo intorno al 1804, mentre l’ala verso piazza Castello venne terminata dopo il 1832, quando l’edificio fu acquistato dai coniugi Carlo Cairoli e Adelaide Bono, genitori dei fratelli Cairoli, che nel palazzo ospitarono Giuseppe Garibaldi nel 1848 e nel 1862.

## Descrizione
L’edificio fu progettato dall’architetto milanese Giuseppe Zani, tuttavia, dopo qualche tempo dall’inizio dei lavori, Giovanni Dattili, ritenendo ineseguibile il disegno dello Zani, incaricò Carlo Felice Soave di riprogettare il palazzo. Si deve al Soave l’alta zoccolatura a bugnato liscio del piano terreno e dei fianchi laterali dell’edificio. Intorno al 1803 le pareti e le volte delle sale furono decorate da affreschi, medaglioni in stucco e sovrapporte, come i dipinti di gusto neoegizio realizzati da Francesco Pirovano, mentre, nel 1845 circa, Pasquale Massacra affrescò alcuni ambienti, come lo scalone, con scene figurate e quadrature architettoniche.

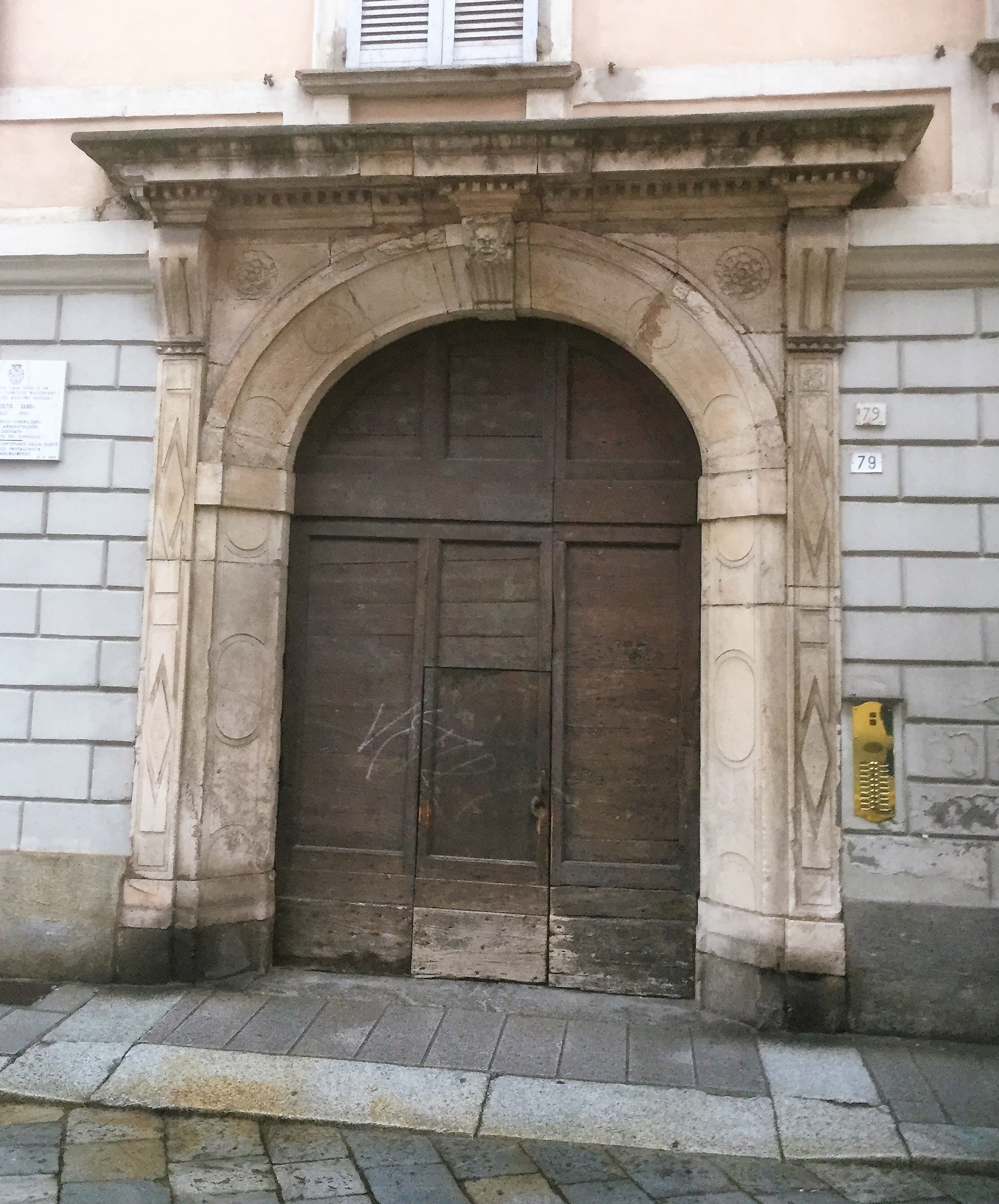
Il portone lungo corso Strada Nuova
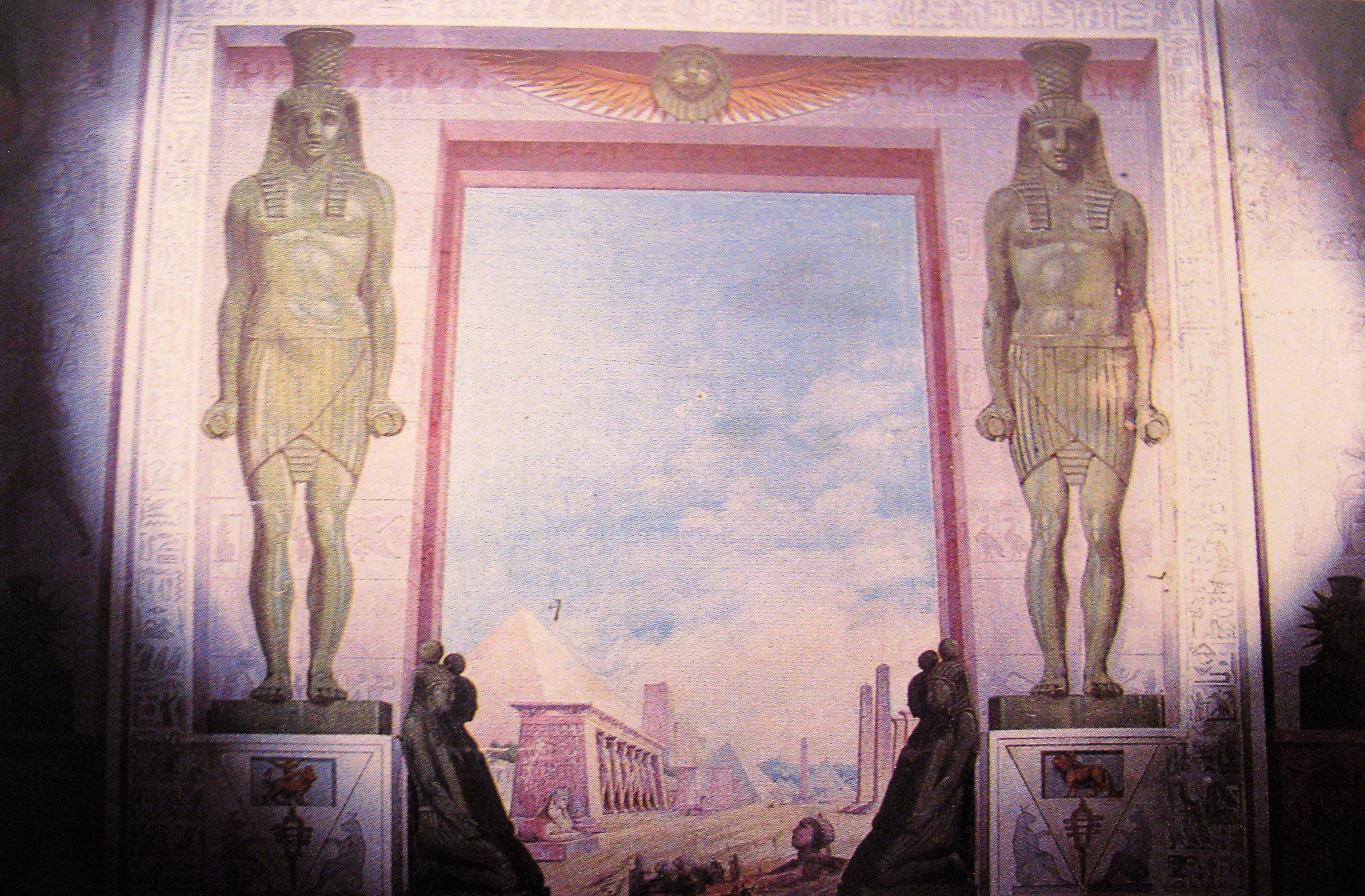
Affreschi neoegizi dipinti da Francesco Pirovano, 1803.
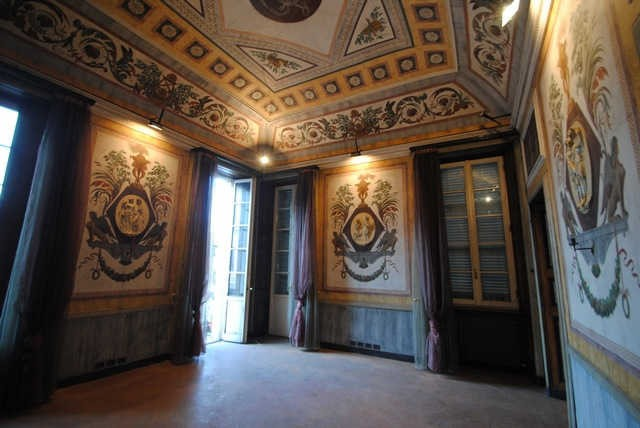
Uno degli interni.